# Klitten
Klitten (hornolužickosrbsky Klětno) je vesnice, místní část obce Boxberg v Horní Lužici v německé spolkové zemi Sasko. Nachází se v zemském okrese Zhořelec a má 459 obyvatel.

## Historie
Klětno je poprvé zmíněno v roce 1346 pod jménem Kljetnow, což je jméno slovanského původu. Do konce ledna 2009 bylo samostatnou obcí. Ještě v devatenáctém století měli Lužičtí Srbové v Klittenu většinu, v roce 1863 bylo z 382 obyvatel Srby 269.

## Geografie
Leží u Bärwalder See, 28 kilometrů východně od Hoyerswerdy a 18 kilometrů západně od Niesky. Klětno má připojení na železnici od roku 1871, má vlastní nádraží na železniční trati Hoyerswerda–Niesky–Görlitz.
Před spojením s Boxbergem byly součástí Klětna následující části (v závorce lužickosrbská jména): Dürrbach (Dyrbach), Jahmen (Jamno), Kaschel (Košla), Klein-Radisch (Radšowk), Klein-Oelsa (Wolešnica), Klitten (Klětno), Tauer (Turjo) a Zimpel (Cympl).